# Renault Alpine A442
La Renault Alpine A442 è uno sport prototipo che ha corso nel Campionato Mondiale Sportprototipi dal 1975 al 1978, progettato e realizzato dalla Alpine per volontà della proprietaria Renault, per vincere la 24 Ore di Le Mans, il che avvenne nel 1978. Dalla vettura fu derivata la Renault Alpine A443, variante a passo lungo con motore maggiorato.

## Contesto
Fin dal 1971 la Alpine aveva lavorato a stretto contatto con la Renault, e all'inizio del progetto A442 nel 1975 le due società si erano quasi completamente fuse. La Renault infine acquistò la casa automobilistica nel 1976, acquisendo anche il progetto della sport prototipo. La A442 era l'evoluzione dei precedenti modelli A440 e A441, che nel 1974 aveva vinto il titolo europeo per vetture sport fino a 2 litri di cilindrata; questo successo spinse la Renault ad aumentare il budget per le competizioni Endurance, e vincere la 24 Ore di Le Mans.

## Tecnica
Il telaio della A442 era in alluminio rinforzato con elementi in acciaio. La carrozzeria era composta da pannelli in vetroresina. Seguendo le indicazioni dei test in galleria del vento nell'inverno 1977, nella stagione 1978 fu introdotto un particolare parabrezza a bolla in plexiglas che fungeva da tetto riducendo la resistenza aerodinamica e consentendo a questa versione evoluta ribattezzata A442B di aumentare la velocità massima di ulteriori 8 km/h sul rettilineo delle Hunaudières, anche se tale soluzione costringeva i piloti a guidare con una visibilità ridotta e con temperature all'interno dell'abitacolo insopportabili, dando loro un senso di claustrofobia.

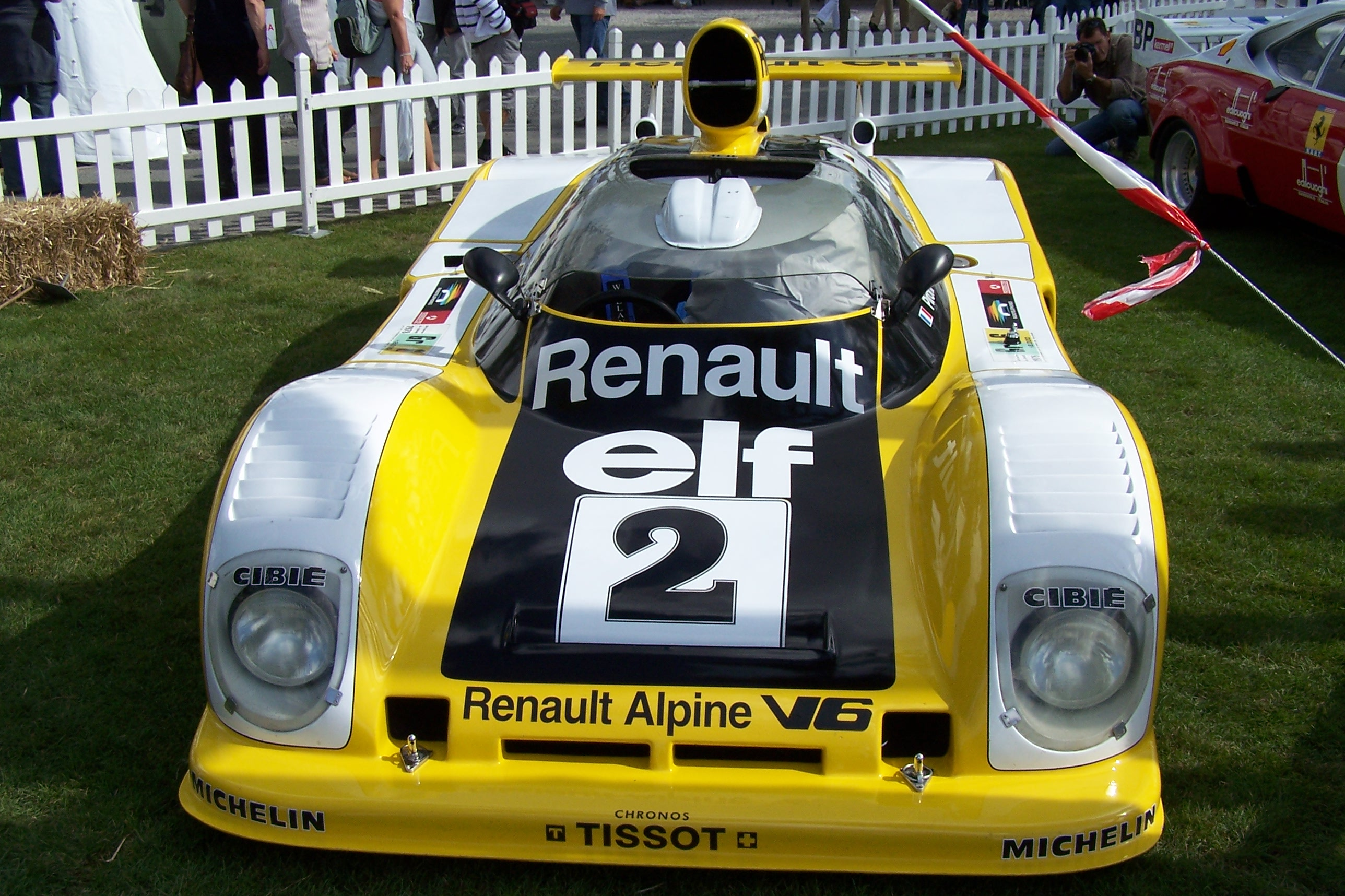
La versione B, utilizzata a Le Mans nel 1978

Fu costruito anche un unico esemplare di Renault-Alpine A443, versione evoluta e più potente della A442, il cui equipaggio (i piloti Jean-Pierre Jabouille e Patrick Depailler) non volle il tetto-parabrezza in plexiglas per le temperature assurde che causava nell'abitacolo.
Il propulsore, montato in posizione posteriore longitudinale, era un V6 con angolo tra le bancate di 90º, la cilindrata è di 1.997 cm³, la distribuzione è a 4 valvole per cilindro con doppio albero a camme per bancata, a differenza dei precedenti modelli aspirati, il motore Renault L-Gordini 2.0 litri per la A442 è dotato di un grande turbocompressore Garrett.

Inizialmente la potenza ottenuta era di 496 CV (365 kW) a 9.900 giri al minuto aumentata con le evoluzioni successive a 503 CV (370 kW), mentre il 2.138 cm³ della A443 raggiunse i 520 CV (388 kW).
Al tempo le norme della Federazione Internazionale dell'Automobile per le vetture di Gruppo 6, fissavano un limite di 3 litri di cilindrata per i motori aspirati dei prototipi; con l'introduzione dei motori sovralimentati la FIA applicò un correttivo standard per stabilirne la cilindrata massima, e dividendo 3.000 cm³ per il correttivo di 1,4 si otteneva una cilindrata massima di 2.142 cm³ per i motori turbo, quindi il turbo Renault-Gordini in versione "due litri" era ben al di sotto dei limiti di cilindrata.

## Risultati sportivi

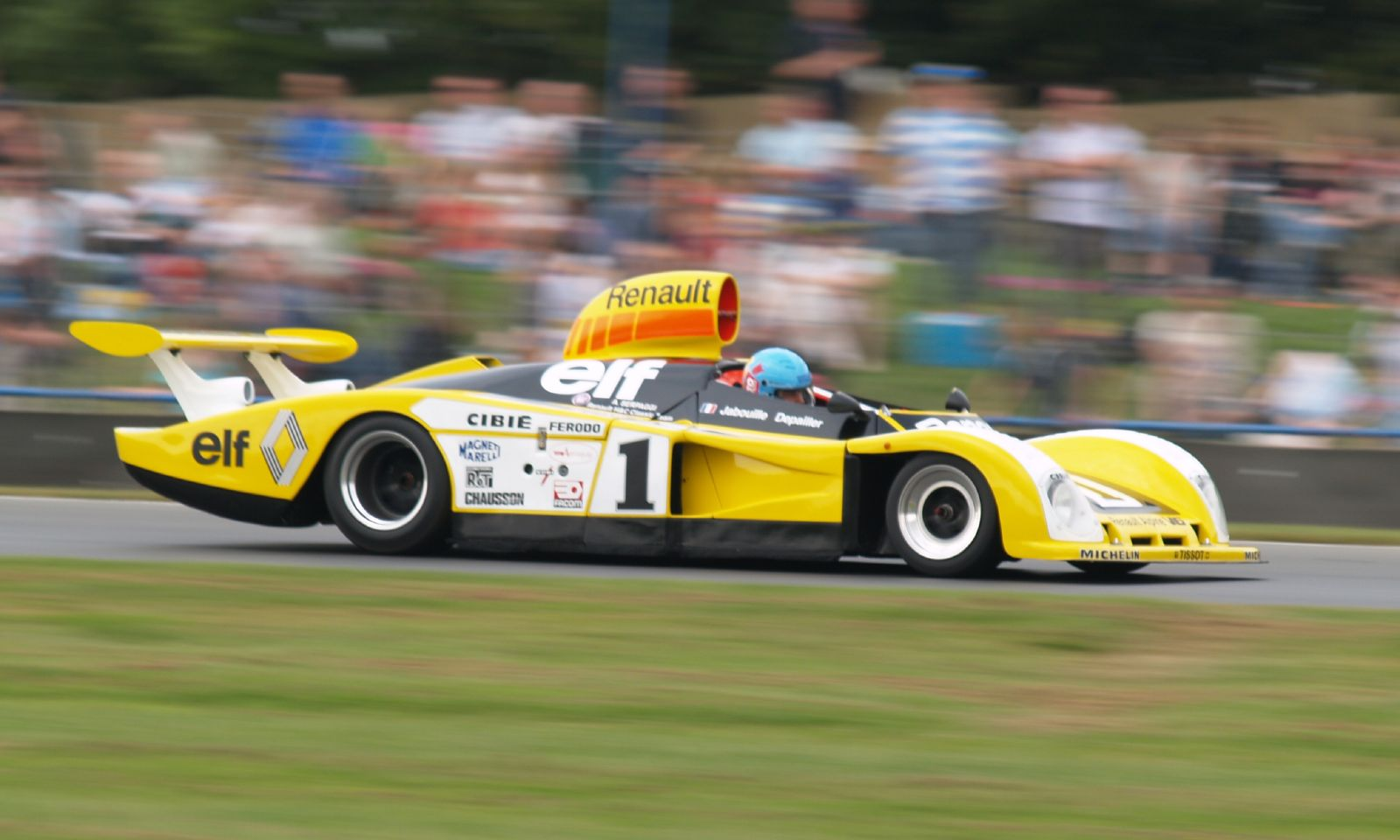
Renault Alpine A443, evoluzione della A442

La A442 turbo debuttò nella 1000 km del Mugello del 1975 (alcune fonti riportano che la vettura fosse una "A441 con motore turbo") e a sorpresa vinse la corsa battendo le Alfa Romeo 33TT12 in casa. Nonostante l'incoraggiante inizio, restò l'unica vittoria della Renault nel Campionato Mondiale Sport Prototipi per la scarsa affidabilità del motore V6. Gli stessi problemi continuarono nel 1976 e nel 1977; le vetture erano veloci, ma faticavano a terminare le gare.

Nel 1977 la Renault era seriamente intenzionata a vincere almeno la Le Mans ma, al solito, le sue tre vetture morirono di stenti nelle prime fasi di gara. Vinse l'imbattibile e perfetta Porsche 936.
Le Mans diventò una priorità assoluta anche rispetto al concomitante programma di Formula 1, relegandolo momentaneamente al secondo posto. La Renault preparò 3 vetture per la 24 Ore di Le Mans 1978, sostenute anche da una A442 privata del team Calberson affidata all'equipaggio Fréquelin/Ragnotti/Dolhem/Jabouille. Il team schierò due A442 nella specifica «B», dotata di un controverso parabrezza a bolla che copriva gran parte dell'abitacolo e che diminuiva la resistenza aerodinamica ma anche la visibilità. La terza auto ufficiale, un'evoluzione, era la A443, dotata di passo più lungo mediante l'interposizione di un distanziale tra il cambio e il nuovo motore maggiorato fino al limite regolamentare della classe "3 litri". La A443 condusse in testa gran parte della corsa facendo da lepre per spingere la Porsche a forzare l'andatura e sollecitare oltremodo le sue vetture, ma fu costretta al ritiro per problemi al motore dopo 18 ore; la gara fu vinta da una delle A442B che seguivano da vicino la vettura di testa e guidata dall'equipaggio Didier Pironi e Jean Pierre Jaussaud, i quali trassero vantaggio dai problemi tecnici che afflissero le Porsche 936.
Dopo la sofferta vittoria, Renault terminò il suo impegno nei prototipi per concentrarsi totalmente sulla Formula 1 con una propria squadra.